# Ricky Calzada
Ricardo « Ricky » Calzada, né le 4 septembre 1953, est un ancien joueur portoricain de basket-ball.

## Palmarès
- Finaliste des Jeux panaméricains de 1971